# Genoa (Ohio)
Genoa è un villaggio degli Stati Uniti d'America, situato nello stato dell'Ohio, nella contea di Ottawa.
Vi si trova l'Old School Privy, edificio storico iscritto nel National Register of Historic Places.